# This Is It (песня)
«This Is It» (с англ. — «Вот и всё») — песня, написанная Майклом Джексоном вместе с Полом Анкой и записанная им в 1980 году. В 2009 году, после смерти Джексона, композиция была доработана продюсерами и в октябре была выпущена в качестве первого и единственного промосингла из посмертного альбома-саундтрека к фильму «Майкл Джексон: Вот и всё». Текст этой поп-баллады повествует о чувстве влюблённости. Песня сопровождалась видеоклипом, в который вошли кадры из киноленты.
В 2011 году трек был номинирован на «Грэмми» в категории «Лучший мужской поп-вокал».

## История создания и выпуск сингла
После релиза альбома Thriller Джексон поработал над несколькими треками с Полом Анкой, среди них были «This Is It» (рабочее название — «I Never Heard») и «Love Never Felt So Good». Демоверсии этих песен были записаны в 1980 году в студии Анки, он планировал выпустить «I Never Heard» в дуэте с Джексоном на своём альбоме Walk a Fine Line, но релиз композиции тогда так и не состоялся, песня не была закончена.
В 2009 году после смерти Майкла Джексона исполнители завещания певца нашли запись «I Never Heard» среди его личных вещей, она представляла собой вокальную партию музыканта, исполненную под аккомпанемент рояля. Строчка из текста — «This Is It» — случайным образом совпала с названием несостоявшегося тура музыканта, поэтому было принято решение переименовать, доработать её и сделать главной темой фильма о туре. Братья певца, группа The Jacksons, записали бэк-вокал, песня была доработана продюсерами и в октябре 2009 года она была выпущена в качестве первого и единственного промосингла из посмертного саундтрек-альбома певца. На двухдисковом издании пластинки вышла оркестровая версия композиции. «This Is It» представляет собой поп-балладу в умеренном темпе, в тональности си-бемоль мажор, текст песни повествует о чувстве влюблённости. Вопреки распространённым слухам, Джексон не планировал исполнять «This Is It» на своём последнем концертном туре. Пол Анка узнал в выпущенной песне «I Never Heard» и потребовал у исполнителей наследства Джексона свои авторские отчисления за композицию — юристам не было известно о том, что он был соавтором трека. Релиз сингла сопровождал видеоклип, смонтированный из кадров фильма «Майкл Джексон: Вот и всё». Кроме того, режиссёр Спайк Ли в качестве трибьюта Джексону снял свой видеоролик на песню.

## Реакция критиков
Рецензент издания Entertainment Weekly назвал «This Is It» «вдохновляющей балладой», и при этом заметил, что оркестровая версия песни слишком мало отличается от оригинальной. Критику портала Allmusic композиция показалась «довольно посредственной»: «Примерно до середины она звучит как демоверсия, но слышать Джексона в самом расцвете несомненно волнующе». По мнению рецензента Consequence of Sound песня представляет собой «странного зверя», которого совсем необязательно было издавать: «Неужели распорядители наследством Джексона специально искали среди его записей песню, содержащую три слова — „This Is It“ — ради того, чтобы привязать её к новому фильму?»
В 2011 году «This Is It» была номинирована на «Грэмми» в категории «Лучший мужской поп-вокал».

## Список композиций
- CD[12]

| №  | Название                         | Длительность |
| -- | -------------------------------- | ------------ |
| 1. | «This Is It»                     | 3:36         |
| 2. | «This Is It» (Orchestra Version) | 3:41         |

## Участники записи
| - Майкл Джексон — автор музыки, текста, вокал, рояль и дополнительные клавишные (1980) - Пол Анка — автор музыки, текста - Джон Неттлсби — звукорежиссёр, программирование ударных - Уэсли Сэйдмен — ассистент звукорежиссёра - Аллен Сайдс — микширование | - Аллан Йошида — мастеринг - The Jacksons — бэк-вокал (2009) - Мервин Уоррен — аранжировка вокала - Элвин Чи — бас-гитара - Грег Филлингейнс — дополнительный рояль - Пол Джексон мл. — гитара - Рафаэль Падилла — перкуссия |

## Позиции в чартах
| Чарт (2009)              | Высшая позиция |
| ------------------------ | -------------- |
| Испания                  | 11             |
| Канада                   | 56             |
| Польша                   | 27             |
| США (Adult Contemporary) | 18             |
| США (R&B/Hip-Hop Songs)  | 18             |
| Япония                   | 5              |